# Lista de Estados soberanos

Divisão política do mundo, 2015.

Este artigo consiste numa lista de Estados soberanos do mundo, incluindo informação sobre o estatuto e reconhecimento da sua soberania.
A lista contém 206 entidades. Os Estados encontram-se divididos utilizando dois métodos:
1. A coluna "Estado-membro das Nações Unidas" divide os Estados em duas categorias: 193 Estados que são membros da ONU[1] e dois Estados com estatuto de observador na referida organização, e onze outros Estados;
2. A coluna "Disputa de soberania" divide os Estados em duas categorias: 16 Estados cuja soberania é disputada e 190 outros Estados.

Compilar uma lista desta envergadura pode ser um processo difícil e controverso já que não existe uma definição amplamente aceita pelos membros da comunidade de nações no que aos critérios de soberania diz respeito. Para mais informação acerca dos critérios utilizados para determinar os conteúdos desta lista, é favor ver a secção "Critérios de inclusão" abaixo.
Os nomes são apresentados em português de Portugal, PALOP e Timor-Leste e também em português do Brasil (caso haja diferença). Havendo diferenças dentro dos próprios padrões elas são também apresentadas. Para além disso, também figuram os nomes na(s) língua(s) oficial(ais) do estado:
- O nome do país em português e em forma curta (ex.: Alemanha) e a forma oficial também em português (ex: República Federal da Alemanha);
- O nome na língua oficial em forma curta e na forma longa. Os nomes — quando necessário — foram transliterados, transcritos ou romanizados para o alfabeto latino, mas os caracteres escritos originais (cirílico, caracteres chineses, etc.) estão incluídos. Quando possível, a romanização preferida pelo país é usada.

A inclusão de qualquer nome e/ou país neste artigo não deve pressupor a adoção de uma posição oficial nalguma disputa sobre esse nome e/ou país. Entidades consideradas micronações não reconhecidas internacionalmente não foram incluídas.

## Critérios de inclusão
A definição de Estado dominante no costume internacional é a da teoria declarativa do Estado, que define o Estado como sujeito do Direito internacional se "possuir as seguintes qualificações: (a) população permanente; (b) território definido; (c) governo; e (d) capacidade para estabelecer relações com outros Estados." É discutível até que ponto o reconhecimento diplomático deverá ser incluído como critério de definição de Estado. A teoria declarativa do Estado, a exemplo do que acontece na Convenção de Montevidéu, afirma que a definição de um Estado é puramente objetiva e que o reconhecimento do Estado por outro é irrelevante. Por oposição, a teoria constitutiva do Estado define um Estado como um sujeito sob a alçada do Direito internacional só se este for reconhecido por outros Estados. Nesta lista, estão incluídos todos os Estados que:
- (a) se consideram a si próprios como soberanos (através de uma declaração de independência ou por outros meios) e que são na maioria das vezes considerados como tendo controlo sobre um território permanentemente habitado; ou
- (b) são reconhecidos como Estado soberano por pelo menos um outro Estado soberano.

Note que, em alguns casos, existem divergências de opinião quanto à interpretação do primeiro ponto, e quando à satisfação desse ponto por algumas entidades.
Com base nos critérios supra-expostos, esta lista inclui 206 entidades:
- 203 Estados reconhecidos por pelo menos um Estado-membro da ONU;
- Dois Estados que controlam um território permanentemente habitado e que são reconhecidos exclusivamente por Estados não membros da ONU: Artsaque e Transdniéstria;
- Um Estado que controla um território permanentemente habitado e que não é reconhecido por qualquer outro Estado: Somalilândia.

## Lista de Estados soberanos
| Nome(s) em português, e nas línguas oficiais | Estado-membro das Nações Unidas                                                                                          | Disputa de soberania | Outras informações sobre o estatuto e reconhecimento da soberania |
| --- | --- | --- | --- |
| A AAA | A AAA | A AAA | |
| ↓ Estados-membros da ONU ou Estados observadores ↓ | A AAA | ZZZ | |
| Afeganistão – República Islâmica do Afeganistão - Persa: جمهوری اسلامی افغانستان – افغانستان → Afgānestān – Jomhūrī-ye Eslāmī-ye Afgānestān - Pastó: د افغانستان اسلامي جمهوریت – افغانستان → Afghānistān – Afghānistān Islāmī Jumhūrīyat | Estado-membro da ONU | O regime governante de facto, o Emirado Islâmico do Afeganistão, não foi reconhecido por nenhum estado. As Nações Unidas continuam a reconhecer a República Islâmica do Afeganistão como o governo do Afeganistão | |
| África do Sul – República da África do Sul - Africâner: Suid-Afrika – Republiek van Suid-Afrika - Inglês: South Africa – Republic of South Africa - Soto do norte: Afrika-Borwa – Rephaboliki ya Afrika-Borwa - Soto: Afrika Borwa – Rephaboliki ya Afrika Borwa - Ndebele do sul: Sewula Afrika – iRiphabliki yeSewula Afrika - Suázi: Ningizimu Afrika – iRiphabhulikhi yeNingizimu Afrika - Tsonga: Afrika Dzonga – Riphabliki ra Afrika Dzonga - Tsuana: Aforika Borwa – Rephaboliki ya Aforika Borwa - Venda: Afurika Tshipembe – Riphabuḽiki ya Afurika Tshipembe - Xhosa: uMzantsi Afrika – iRiphabliki yaseMzantsi Afrika - Zulo: Ningizimu Afrika – iRiphabliki yaseNingizimu Afrika | Estado-membro da ONU | Nenhuma | |
| Albânia – República da Albânia - Albanês: Shqipëria – Republika e Shqipërisë | Estado-membro da ONU | Nenhuma | |
| Alemanha – República Federal da Alemanha - Alemão: Deutschland – Bundesrepublik Deutschland | Estado-membro da ONU | Nenhuma | Membro da União Europeia. A Alemanha é uma federação de 16 estados federados (Länder). |
| Andorra – Principado de Andorra - Catalão: Andorra – Principat d’Andorra | Estado-membro da ONU | Nenhuma | Andorra é um coprincipado no qual o cargo de chefe de Estado é ocupado conjuntamente e ex officio pelo presidente da República Francesa e pelo bispo da diocese Católica Romana de Urgell, nomeado pela Santa Sé. |
| Angola – República de Angola - Português: Angola – República de Angola | Estado-membro da ONU | Nenhuma | |
| Antiga e Barbuda ou Antígua e Barbuda - Inglês: Antigua and Barbuda | Estado-membro da ONU | Nenhuma | Antiga e Barbuda é um reino da Comunidade de Nações com uma região autónoma: Barbuda. |
| Arábia Saudita – Reino da Arábia Saudita - Árabe: المملكة العربيّة السّعوديّة – السعودية → As Su‘ūdīyah – Al Mamlakah al ‘Arabīyah as Su‘ūdīyah | Estado-membro da ONU | Nenhuma | |
| Argélia – República Argelina Democrática e Popular - Árabe: الجمهورية الجزائرية الديمقراطية الشعبية – الجزائر → Al Jazā'ir – Al Jumhūrīyah al Jazā'irīyah ad Dīmuqrāţīyah ash Sha‘bīyah - Berbere: ⵜⴰⴳⴷⵓⴷⴰ ⵜⴰⵎⴻⴳⴷⴰⵢⵜ ⵜⴰⵖⴻⵔⴼⴰⵏⵜ ⵜⴰⵣⵣⴰⵢⵔⵉⵜ → Dzayer- Tagduda tamegdayt taɣerfant tazzayr | Estado-membro da ONU | Nenhuma | |
| Argentina – República Argentina - Castelhano: Argentina – República Argentina | Estado-membro da ONU | Nenhuma | A Argentina é uma federação de 23 províncias e uma cidade autónoma. A Argentina reivindica soberania sobre as Ilhas Malvinas e sobre as Ilhas Geórgia do Sul e Sanduíche do Sul, que são administradas pelo Reino Unido. A Argentina reivindica a Antártida Argentina como parte do seu território nacional, oficialmente um departamento da província da Terra do Fogo, Antártida e Ilhas do Atlântico Sul, que se sobrepõe às reivindicações do Reino Unido e do Chile. |
| Arménia (português europeu) ou Armênia (português brasileiro) – República da Arménia/Armênia - Arménio: Հայաստան – Հայաստանի Հանրապետություն → Hayastan – Hayastani Hanrapetut’yun | Estado-membro da ONU | Nenhuma | A Arménia não é reconhecida por um Estado-membro da ONU: Paquistão. |
| Austrália – Comunidade da Austrália - Inglês (de facto): Austrália – Commonwealth of Australia | Estado-membro da ONU | Nenhuma | A Austrália é um reino da Comunidade de Nações e uma federação de seis estados e dez territórios. Os territórios externos da Austrália são: - Ilhas Ashmore e Cartier - Território Antártico Australiano ou Território Antárctico Australiano(apenas em português europeu pré-AO 1990) - Ilha do Natal (português europeu) ou Ilha Christmas (português brasileiro) - Ilhas Cocos (Keeling) - Território das Ilhas do Mar de Coral - Ilha Heard e Ilhas McDonald - Ilha Norfolk ou Ilha Norfolque |
| Áustria – República da Áustria - Alemão: Österreich – Republik Österreich | Estado-membro da ONU | Nenhuma | Membro da União Europeia. A Áustria é uma federação de nove estados (Bundesländer). |
| Azerbaijão, Azerbeijão ou Azerbaidjão (apenas em português brasileiro) – República do Azerbaijão - Azerbaijanês: Azərbaycan – Azərbaycan Respublikası | Estado-membro da ONU | Nenhuma | O Azerbaijão contém duas regiões autónomas: Naquichevão e Alto Carabaque (Dağlıq Qarabağ). No Alto Carabaque, está estabelecido um Estado de facto independente. |
| Baamas ou Bahamas – Comunidade das Baamas - Inglês: The Bahamas – Commonwealth of The Bahamas | Estado-membro da ONU | Nenhuma | As Baamas são um reino da Comunidade de Nações. |
| Bangladexe, Bangladeche ou Bangladesh – República Popular do Bangladexe - Bengalês: বাংলাদেশ – গণপ্রজাতন্ত্রী বাংলাদেশ → Bāṁlādesh - Gônôprôjatôntri Bangladesh | Estado-membro da ONU | Nenhuma | |
| Barbados - Inglês: Barbados | Estado-membro da ONU | Nenhuma | |
| Barém, Bahrein, Bahrain, Barain, Barein, Bareine ou Baraine – Reino do Barém - Árabe: مملكة البحرين – البحرين → Al Baḩrayn – Mamlakat al Baḩrayn | Estado-membro da ONU | Nenhuma | |
| Bélgica – Reino da Bélgica - Neerlandês: België – Koninkrijk België - Francês: Belgique – Royaume de Belgique - Alemão: Belgien – Königreich Belgien | Estado-membro da ONU | Nenhuma | Membro da União Europeia. A Bélgica é uma federação dividida em comunidades linguísticas e regiões. |
| Belize - Inglês: Belize | Estado-membro da ONU | Nenhuma | O Belize é um reino da Comunidade de Nações. |
| Benim – República do Benim - Francês: Bénin – République du Bénin | Estado-membro da ONU | Nenhuma | |
| Bielorrússia ou Belarus – República da Bielorrússia - Bielorrusso: Беларусь – Рэспубліка Беларусь → Biełaruś – Respublika Biełaruś - Russo: Беларусь – Республика Беларусь → Belarus – Respublika Belarus | Estado-membro da ONU | Nenhuma | |
| Bolívia – Estado Plurinacional da Bolívia - Castelhano: Bolivia – Estado Plurinacional de Bolivia - Aimará: Wuliwya – Wuliwya Suyu - Guarani: Volívia – Tetã Volívia - Quíchua: Buliwya – Buliwya Mama Llaqta | Estado-membro da ONU | Nenhuma | |
| Bósnia e Herzegovina - Servo-croata: Bosna i Hercegovina - Servo-croata em alfabeto cirílico: Босна и Херцеговина → Bosna i Hercegovina | Estado-membro da ONU | Nenhuma | A Bósnia e Herzegovina é uma federação de duas unidades constituintes: a Federação da Bósnia e Herzegovina e a República Sérvia, e a unidade territorial autónoma do distrito de Brčko. |
| Botsuana ou Botswana – República do Botsuana - Tsuana: Botswana – Lefatshe la Botswana - Inglês: Botswana – Republic of Botswana | Estado-membro da ONU | Nenhuma | |
| Brasil – República Federativa do Brasil - Português: Brasil – República Federativa do Brasil | Estado-membro da ONU | Nenhuma | O Brasil é uma federação de 26 estados e um distrito federal. Oficialmente República Federativa do Brasil, é o maior país da América do Sul e da região da América Latina, sendo o quinto maior do mundo em área territorial e sétimo em população |
| Brunei – Nação do Brunei, Morada da Paz - Malaio: Brunei – Negara Brunei Darussalam - Malaio na escrita jawi: نڬارا بروني دارالسلام – بروني | Estado-membro da ONU | Nenhuma | O Brunei reivindica soberania sobre parte das Ilhas Spratly. |
| Bulgária – República da Bulgária - Búlgaro: България – Република България → Bǎlgarija – Republika Bǎlgarija | Estado-membro da ONU | Nenhuma | Membro da União Europeia. |
| Burquina Faso, Burquina Fasso, Burkina Faso ou Burkina Fasso - Francês: Burkina Faso | Estado-membro da ONU | Nenhuma | |
| Burúndi ou Burundi – República do Burúndi - Kirundi: Uburundi – Republika y'Uburundi - Francês: Burundi – République du Burundi - Inglês:Burundi - Republic of Burundi | Estado-membro da ONU | Nenhuma | |
| Butão – Reino do Butão - Butanês: འབྲུག་ཡུལ་ – འབྲུག་རྒྱལ་ཁབ་ → Druk Yul – Druk Gyalkhap | Estado-membro da ONU | Nenhuma | |
| Cabo Verde – República de Cabo Verde - Português: Cabo Verde – República de Cabo Verde | Estado-membro da ONU | Nenhuma | |
| Camarões – República dos Camarões - Francês: Cameroun – République du Cameroun - Inglês: Cameroon – Republic of Cameroon | Estado-membro da ONU | Nenhuma | |
| Camboja – Reino do Camboja - Cambojano: កម្ពុជា – ព្រះរាជាណាចក្រ កម្ពុជា → Kâmpŭchéa – Preăhréachéanachâkr Kâmpŭchéa | Estado-membro da ONU | Nenhuma | |
| Canadá - Inglês e francês: Canada | Estado-membro da ONU | Nenhuma | O Canadá é um reino da Comunidade de Nações e uma federação de dez províncias e três territórios. |
| Catar ou Qatar – Estado do Catar - Árabe: دولة قطر – قطر → Qaţar – Dawlat Qaţar | Estado-membro da ONU | Nenhuma | |
| Cazaquistão – República do Cazaquistão - Cazaque: Қазақстан – Қазақстан Республикасы → Qazaqstan – Qazaqstan Respūblīkasy - Russo: Казахстан – Республика Казахстан → Kazakhstan – Respublika Kazakhstan | Estado-membro da ONU | Nenhuma | |
| Centro-Africana, República - Francês: République centrafricaine - Sango: Ködörösêse tî Bêafrîka | Estado-membro da ONU | Nenhuma | |
| Chade, Tchade (apenas em português brasileiro) ou Tchad (apenas em português brasileiro) – República do Chade - Francês: Tchad – République du Tchad - Árabe: جمهوريّة تشاد – تشاد → Tshād – Jumhūrīyat Tshād | Estado-membro da ONU | Nenhuma | |
| Chéquia ou Tchéquia - República Checa ou República Tcheca (apenas em português brasileiro) - Checo: Česko – Česká republika | Estado-membro da ONU | Nenhuma | Membro da União Europeia. |
| Chile – República do Chile - Castelhano: Chile – República de Chile | Estado-membro da ONU | Nenhuma | A Ilha de Páscoa e as Ilhas Juan Fernández são "territórios especiais" do Chile na região de Valparaíso. O Chile reivindica parte da Antártida como uma comuna da sua região de Magalhães e Antártida Chilena. A sua reivindicação sobrepõe-se às do Reino Unido e da Argentina. |
| China – República Popular da China - Mandarim: 中国 – 中华人民共和国 → Zhōnggúo – Zhōnghuá Rénmín Gònghéguó | Estado-membro da ONU | Reivindicada pela República da China (Taiwan) | A República Popular da China (RPC) inclui cinco regiões autónomas: Quancim, Mongólia Interior, Ningxia, Sinquião e Tibete. Adicionalmente, tem soberania sobre as regiões administrativas especiais de: - Honguecongue, Hongue Congue, Hong Kong, Hong-Kong ou Hongkong - Macau Reivindica também: - Taiwan e ilhas associadas: Quemói, Ilhas Matsu, Ilhas Pratas e Ilha Taiping, governadas pela República da China (que reivindica soberania sobre toda a China); - as Ilhas Paracel (disputadas); - as Ilhas Spratly (disputadas); - Tibete do Sul (governado pela Índia como parte do Arunachal Pradesh). Aksai Chin, controlado pela RPC, é reivindicado pela Índia como parte de Jammu e Caxemira. A RPC não é reconhecida por 22 Estados-membros da ONU e pela Santa Sé, que, ao invés, reconhecem a RdC. |
| Chipre – República de Chipre - Grego: Κύπρος – Κυπριακή Δημοκρατία → Kýpros – Kypriakí Dimokratía - Turco: Kıbrıs – Kıbrıs Cumhuriyeti | Estado-membro da ONU | Não reconhecido pela Turquia e por Chipre do Norte | Membro da União Europeia. A parte nordeste da ilha constitui-se como o Estado de facto de Chipre do Norte. Ver: Relações exteriores de Chipre e Conflito em Chipre. A Turquia refere-se ao governo da República de Chipre como "Administração grega cipriota de Chipre do Sul". |
| Colômbia – República da Colômbia - Castelhano: Colômbia – República de Colombia | Estado-membro da ONU | Nenhuma | O Banco de Bajo Nuevo e o Banco de Serranilla são reivindicados pelas Honduras, Nicarágua, Jamaica e Estados Unidos. |
| Comores – União das Comores - Comorense: Komori – Udzima wa Komori - Francês: Comores – Union des Comores - Árabe: اتحاد جزر القمر – جزر القمر → al Qamar – al-Ittihad al-Qamar | Estado-membro da ONU | Nenhuma | As Comores são uma federação de três ilhas, e reivindicam Maiote, atualmente parte de França, como quarta ilha. As Comores disputam também a soberania francesa sobre o Banco do Geyser. |
| Congo, República Democrática do (Congo-Kinshasa, Congo-Quinxasa ou Congo-Quinxassa) - Francês: République démocratique du Congo | Estado-membro da ONU | Nenhuma | |
| Congo, República do (Congo-Brazzaville ou Congo-Brazavile) - Francês: République du Congo | Estado-membro da ONU | Nenhuma | |
| Coreia do Norte – República Popular Democrática da Coreia - Coreano: 조선 – 조선민주주의인민공화국 → Chosŏn – Chosŏn-minjujuŭi-inmin-konghwaguk | Estado-membro da ONU | Reivindicada pela Coreia do Sul | A Coreia do Norte não é reconhecida por dois membros da ONU: o Japão e a Coreia do Sul. |
| Coreia do Sul – República da Coreia - Coreano: 한국 – 대한민국 → Han’guk – Taehan Min’guk | Estado-membro da ONU | Reivindicada pela Coreia do Norte | A Coreia do Sul inclui uma região autónoma: Jeju-do. A Coreia do Sul não é reconhecida por um membro da ONU: a Coreia do Norte. |
| Costa do Marfim – República da Costa do Marfim - Francês: Côte d'Ivoire – République de Côte d'Ivoire | Estado-membro da ONU | Nenhuma | |
| Costa Rica – República da Costa Rica - Castelhano: Costa Rica – República de Costa Rica | Estado-membro da ONU | Nenhuma | |
| Croácia – República da Croácia - Servo-croata: Hrvatska – Republika Hrvatska | Estado-membro da ONU | Nenhuma | Membro da União Europeia. |
| Cuaite, Koweit, Kuwait, Kuweit, Kowait, Kuaite, Couaite (apenas em português europeu), Coveite (apenas em português brasileiro), Kwait, Kuait, Cuvaite (apenas em português brasileiro), Covaite (apenas em português brasileiro), Couuaite (apenas em português europeu) ou Quaite – Estado do Koweit - Árabe: دولة الكويت – الكويت → Al Kuwayt – Dawlat al Kuwayt | Estado-membro da ONU | Nenhuma | |
| Cuba – República de Cuba - Castelhano: Cuba – República de Cuba | Estado-membro da ONU | Nenhuma | |
| Dinamarca – Reino da Dinamarca - Dinamarquês: Danmark – Kongeriget Danmark - Feroês - Kongsríki Danmørk - Groenlandês -Kunngeqarfik Danmarki | Estado-membro da ONU | Nenhuma | Membro da União Europeia. O Reino da Dinamarca inclui também duas nações autónomas, numa relação intitulada Rigsfællesskabet. - Ilhas Féroe ou Ilhas Faroé - Gronelândia (português europeu) ou Groenlândia (português brasileiro) |
| Dominica ou Domínica – Comunidade da Dominica - Inglês: Dominica – Commonwealth of Dominica | Estado-membro da ONU | Nenhuma | |
| Dominicana, República (São Domingos ou Santo Domingo) - Castelhano: República Dominicana | Estado-membro da ONU | Nenhuma | |
| Egito ou Egipto (apenas em português europeu pré-AO 1990) – República Árabe do Egito - Árabe: جمهورية مصر العربية – مصر → Mişr – Jumhūrīyat Mişr al ‘Arabīyah | Estado-membro da ONU | Nenhuma | |
| Emirados Árabes Unidos - Árabe: اَلإمَارَات اَلْعَرَبِيَّة اَلْمُتَّحِدَة → Al Imārāt al ‘Arabīyah al Muttaḩidah | Estado-membro da ONU | Nenhuma | Os Emirados Árabes Unidos são uma federação de sete emirados. |
| Equador – República do Equador - Castelhano: Ecuador – República del Ecuador | Estado-membro da ONU | Nenhuma | |
| Eritreia – Estado da Eritreia Não possui nenhuma lingua oficial. O árabe, tigrínio e inglês possuem status de línguas de trabalho. - Tigrínio: ኤርትራ – ሃግሬ ኤርትራ → Iertra – Hagere Iertra - Árabe: دولة إرتريا – إريتريا → Irītrīyā – Dawlat Irītrīyā - Inglês: Eritrea - State of Eritrea | Estado-membro da ONU | Nenhuma | |
| Eslováquia – República Eslovaca - Eslovaco: Slovensko – Slovenská republika | Estado-membro da ONU | Nenhuma | Membro da União Europeia. |
| Eslovénia (português europeu) ou Eslovênia (português brasileiro) – República da Eslovénia/Eslovênia - Esloveno: Slovenija – Republika Slovenija | Estado-membro da ONU | Nenhuma | Membro da União Europeia |
| Espanha – Reino de Espanha - Castelhano: España – Reino de España - Basco: Espainia – Espainiako Erresuma - Catalão: Espanya – Regne d'Espanya - Galego: España – Reino de España - Occitano: Espanha – Reialme d'Espanha | Estado-membro da ONU | Nenhuma | Membro da União Europeia. Espanha está dividida em comunidades e cidades autónomas. A soberania sobre Ceuta, Ilha de Alborão, Ilha Perejil, Ilhas Chafarinas, Melilha e Penedo de Alhucemas é disputada por Marrocos. A soberania sobre Olivença e Táliga é disputada por Portugal. A Espanha reivindica soberania sobre Gibraltar. |
| Essuatíni – Reino de Essuatíni - Inglês: eSwatini – Kingdom of eSwatini - Suázi: eSwatini – Umbuso weSwatini | Estado-membro da ONU | Nenhuma | |
| Estados Unidos – Estados Unidos da América Não possui nenhuma lingua oficial a nível federal. - Inglês (de facto, oficial em 31 estados): United States – United States of America - Havaiano (cooficial no Havaí): ʻAmelika Hui – ‘Amelika Huipū‘ia - Castelhano (cooficial em Porto Rico): Estados Unidos – Estados Unidos de América - Dacota (cooficial na Dacota do Sul): Qoʻshma Shtatlar- Amerika Qoʻshma Shtatlari - Samoano (cooficial na Samoa Americana): Iunaite Setete o Amerika - Chamorro (cooficial em Guam e nas Ilhas Marianas Setentrionais): Estados Unidos | Estado-membro da ONU | Nenhuma | Os Estados Unidos são uma federação de 50 estados, um distrito federal e o território incorporado do Atol Palmyra. Os Estados Unidos exercem soberania sobre as seguintes possessões e comunidades habitadas: - Samoa Americana (incluindo a Ilha Swains, disputada por Toquelau) - Guame, Guão ou Guam - Ilhas Marianas do Norte ou Ilhas Marianas Setentrionais - Porto Rico - Ilhas Virgens dos Estados Unidos Adicionalmente, existem possessões desabitadas dos Estados Unidos no Oceano Pacífico e nos Mar das Caraíbas: Ilha Baker, Ilha Howland, Ilha Jarvis, Atol Johnston, Recife Kingman, Atol Midway, Ilha Navassa e Ilha Wake. Os Estados Unidos reivindicam ainda soberania sobre o Banco de Bajo Nuevo e sobre o Banco de Serranilla. |
| Estónia (português europeu) ou Estônia (português brasileiro) – República da Estónia/Estônia - Estónico: Eesti – Eesti Vabariik | Estado-membro da ONU | Nenhuma | Membro da União Europeia. |
| Etiópia – República Democrática Federal da Etiópia Nenhuma a nível oficial. O Amárico possui status de língua de trabalho - Amárico: ኢትዮጵያ – የኢትዮጵያ ፈደራላዊ ዲሞክራሲያዊ ሪፐብሊክ → Ityop'iya – Ityop'iya Fe̱de̱ralawi Dimokrasiyawi Ripe̱blik | Estado-membro da ONU | Nenhuma | A Etiópia é uma federação de nove regiões e duas cidades privilegiadas. |
| Fiji, Fíji, Fidji (apenas em português brasileiro) ou Fídji (apenas em português brasileiro) – República das Fiji - Fijiano: Viti – Matanitu ko Viti - Inglês: Fiji – Republic of Fiji - Hindustâni fijiano: फ़िजी / فیجی – फ़िजी गणराज्य – فیجی رپبلک → Fijī – Fijī dvip samooh ganarajya | Estado-membro da ONU | Nenhuma | As Fiji incluem uma região autónoma: Rotuma. |
| Filipinas – República das Filipinas - Filipino: Pilipinas – Republika ng Pilipinas - Inglês: Philippines – Republic of the Philippines | Estado-membro da ONU | Nenhuma | As Filipinas incluem uma regiãos autónoma: a Região Autónoma do Mindanau Muçulmano. Têm se realizado esforços no sentido de estabelecer a Região Administrativa de Cordillera também como região autónoma, contudo no último referendo de 1998, a população de Cordillera votou contra a proposta. As Filipinas administram o Baixio Scarborough e algumas das Ilhas Spratly, e reivindicam soberania sobre Sabá, parte da Malásia. |
| Finlândia – República da Finlândia - Finlandês: Suomi – Suomen tasavalta - Sueco: Finland – Republiken Finland | Estado-membro da ONU | Nenhuma | Membro da União Europeia. - As Ilhas Alanda são uma região autónoma neutral e desmilitarizada da Finlândia. |
| França – República Francesa - Francês: France – République française | Estado-membro da ONU | Nenhuma | Membro da União Europeia. As regiões/departamentos ultramarinos franceses (Guiana Francesa, Guadalupe, Martinica, Maiote e Reunião) são partes integrantes de França. A República Francesa inclui também os seguintes territórios ultramarinos: - Ilha de Clipperton - Polinésia Francesa - Nova Caledónia (português europeu) ou Nova Caledônia (português brasileiro) - São Bartolomeu - São Martinho - São Pedro e Miquelão ou Saint-Pierre e Miquelon - Wallis e Futuna - Terras Austrais e Antárcticas Francesas(apenas em português europeu pré-AO 1990) (inclui a revindicação antártica da Terra Adélia). A Ilha de Clipperton é uma possessão do governo. A soberania francesa sobre o Banco do Geyser, as Bassas da Índia, a Ilha Europa, as Ilhas Gloriosas, a Ilha de João da Nova, Maiote e a Ilha Tromelin é disputada em parte por Madagáscar, pela Maurícia, pelas Seicheles e pelas Comores. |
| Gabão – República Gabonesa - Francês: Gabon – République gabonaise | Estado-membro da ONU | Nenhuma | |
| Gâmbia – República da Gâmbia - Inglês: The Gambia – Republic of The Gambia | Estado-membro da ONU | Nenhuma | |
| Gana – República do Gana - Inglês: Ghana – Republic of Ghana | Estado-membro da ONU | Nenhuma | |
| Geórgia - Georgiano: საქართველო → Sak’art’velo | Estado-membro da ONU | Nenhuma | A Geórgia inclui duas regiões autónomas: a Ajária e a Abecásia. Na Abecásia e na Ossétia do Sul existem Estados de facto independentes. |
| Granada - Inglês: Grenada | Estado-membro da ONU | Nenhuma | Granada é um reino da Comunidade de Nações. |
| Grécia – República Helénica/Helênica - Grego: Ελλάδα – Ελληνική Δημοκρατία → Elláda – Ellinikí Dimokratía | Estado-membro da ONU | Nenhuma | Membro da União Europeia. O Monte Atos é uma área autónoma da Grécia conjuntamente governada por uma "Comunidade Sagrada" multinacional localizada no monte, e um governador civil nomeado pelo governo grego. |
| Guatemala – República da Guatemala - Castelhano: Guatemala – República de Guatemala | Estado-membro da ONU | Nenhuma | |
| Guiana – República Cooperativa da Guiana - Inglês: Guyana – Co-operative Republic of Guyana | Estado-membro da ONU | Nenhuma | Todo o território a oeste do Rio Essequibo é reivindicado pela Venezuela. |
| Guiné ou Guiné-Conacri – República da Guiné - Francês: Guinée – République de Guinée | Estado-membro da ONU | Nenhuma | |
| Guiné-Bissau – República da Guiné-Bissau - Português: Guiné-Bissau – República da Guiné-Bissau | Estado-membro da ONU | Nenhuma | |
| Guiné Equatorial – República da Guiné Equatorial - Castelhano: Guinea Ecuatorial – República de Guinea Ecuatorial - Francês: Guinée Équatoriale – République de Guinée équatoriale - Português: Guiné Equatorial – República da Guiné Equatorial | Estado-membro da ONU | Nenhuma | |
| Haiti – República do Haiti - Francês: Haïti – République d’Haïti - Crioulo haitiano: Ayiti – Repiblik d’Ayiti | Estado-membro da ONU | Nenhuma | |
| Honduras – República das Honduras - Castelhano: Honduras – República de Honduras | Estado-membro da ONU | Nenhuma | |
| Hungria - Húngaro: Magyarország | Estado-membro da ONU | Nenhuma | Membro da União Europeia. |
| Iémen (português europeu), Iémene (português europeu) ou Iêmen (português brasileiro) – República do Iémen/Iêmen - Árabe: الجمهوريّة اليمنية – اليمن → Al Yaman – Al Jumhūrīyah al Yamanīyah | Estado-membro da ONU | Nenhuma | |
| Índia – República da Índia - Hindustâni na escrita devanagari: भारत – भारत गणराज्य → Bhārat – Bhāratīya Gaṇarājya - Inglês: India – Republic of India | Estado-membro da ONU | Nenhuma | A Índia é uma federação de 28 estados e sete territórios da união. A soberania indiana sobre o Arunachal Pradesh é disputada pela República Popular da China. A Índia reivindica soberania sobre toda a Caxemira, mas administra apenas a parte incluída no seu estado federado de Jammu e Caxemira. |
| Indonésia – República da Indonésia - Malaio: Indonesia – Republik Indonesia | Estado-membro da ONU | Nenhuma | A Indonésia inclui três povíncias oficialmente com estatuto de autonomia especial: Achém, Papua e Papua Ocidental. |
| Irão (português europeu) ou Irã (português brasileiro) – República Islâmica do Irão/Irã - Persa: جمهوری اسلامی ایران – ایران → Īrān – Jomhūrī-ye Eslāmī-ye Īrān | Estado-membro da ONU | Nenhuma | |
| Iraque – República do Iraque - Árabe: جمهورية العراق – العراق → Al ʿIrāq – Jumhūrīyat al ʿIrāq - Curdo: كۆماری عێراق – عێراق → ʿÎraq – Komara Îraqę | Estado-membro da ONU | Nenhuma | O Iraque é uma federação de 18 províncias, três das quais formam o Curdistão iraquiano, autónomo. |
| Irlanda - Inglês: Ireland - Irlandês: Éire | Estado-membro da ONU | Nenhuma | Membro da União Europeia. A Constituição da Irlanda advoga a formação de uma Irlanda Unida por métodos pacíficos. |
| Islândia - Islandês: Ísland – Lýðveldið Ísland | Estado-membro da ONU | Nenhuma | |
| Israel – Estado de Israel - Hebraico: מדינת ישראל – ישראל → Yisra'el – Medinat Yisra'el - Árabe: دولة إسرائيل – إسرائيل → Isrā'īl – Dawlat Isrā'īl | Estado-membro da ONU | Não reconhecido por 33 Estados | Em 1967, Israel anexou a Faixa de Gaza e a península do Sinai ao Egito, a Cisjordânia e Jerusalém Oriental à Jordânia e os Montes Golã à Síria. Estas áreas não são internacionalmente reconhecidas como fazendo parte de Israel. Israel não tem forças militares permanentes na Faixa de Gaza, no seguimento do seu plano de retirada unilateral, mas é ainda considerada a potência ocupante de acordo com a lei internacional. Israel não é reconhecido como Estado por 32 membros das Nações Unidas (incluindo a maioria dos Estados árabes) e pela RASD. |
| Itália – República Italiana - Italiano: Italia – Repubblica Italiana | Estado-membro da ONU | Nenhuma | Membro da União Europeia. Itália tem cinco regiões autónomas: Vale de Aosta, Friul-Veneza Júlia, Sardenha, Sicília e Trentino-Alto Ádige. |
| Jamaica - Inglês: Jamaica | Estado-membro da ONU | Nenhuma | A Jamaica é um reino da Comunidade de Nações. |
| Japão - Japonês: 日本 – 日本国 → Nihon/Nippon – Nihon-koku/Nippon-koku | Estado-membro da ONU | Nenhuma | O Japão disputa a administração russa das Ilhas Curilas do Sul. |
| Jibuti ou Djibuti (apenas em português brasileiro) – República do Jibuti - Francês: Djibouti – République de Djibouti - Árabe: جمهورية جيبوتي – جيبوتي → Jībūtī – Jumhūrīyat Jībūtī | Estado-membro da ONU | Nenhuma | |
| Jordânia – Reino Haxemita da Jordânia - Árabe: المملكة الأردنّيّة الهاشميّة – الأردن → Al Urdun – Al Mamlakah al Urdunīyah al Hāshimīyah | Estado-membro da ONU | Nenhuma | |
| Laus ou Laos – República Democrática Popular Lau - Lau: ລາວ – ສາທາລະນະລັດປະຊາທິປະໄຕ ປະຊາຊົນລາວ → Lao – Sathalanalat Paxathipatai Paxaxôn Lao | Estado-membro da ONU | Nenhuma | |
| Lesoto ou Lessoto – Reino do Lesoto - Inglês: Lesotho – Kingdom of Lesotho - Soto do sul: Lesotho – Mmuso wa Lesotho | Estado-membro da ONU | Nenhuma | |
| Letónia (português europeu) ou Letônia (português brasileiro) – República da Letónia/Letônia - Letão: Latvija – Latvijas Republika | Estado-membro da ONU | Nenhuma | Membro da União Europeia. |
| Líbano – República Libanesa - Árabe: الجمهوريّة اللبنانيّة – لبنان → Lubnān – Al Jumhūrīyah al Lubnānīyah | Estado-membro da ONU | Nenhuma | |
| Libéria – República da Libéria - Inglês: Liberia – Republic of Liberia | Estado-membro da ONU | Nenhuma | |
| Líbia – Estado da Líbia - Árabe: دولة ليبيا → Dāwlāt Lībiyā | Estado-membro da ONU | Nenhuma | |
| Listenstaine, Listenstaina ou Liechtenstein – Principado do Listenstaine - Alemão: Liechtenstein – Fürstentum Liechtenstein | Estado-membro da ONU | Nenhuma | |
| Lituânia – República da Lituânia - Lituano: Lietuva – Lietuvos Respublika | Estado-membro da ONU | Nenhuma | Membro da União Europeia. |
| Luxemburgo – Grão-Ducado do Luxemburgo - Luxemburguês: Lëtzebuerg – Groussherzogdem Lëtzebuerg - Francês: Luxembourg – Grand-Duché du Luxembourg - Alemão: Luxemburg – Großherzogtum Luxemburg | Estado-membro da ONU | Nenhuma | Membro da União Europeia. |
| Macedónia do Norte (português europeu) ou Macedônia do Norte (português brasileiro) – República da Macedónia/Macedônia do Norte - Macedónico: Северна Македониј – Република Северна Македонија. | Estado-membro da ONU | Nenhuma | |
| Madagáscar (português europeu) ou Madagascar (português brasileiro) – República de Madagáscar/Madagascar - Malgaxe: Madagasikara – Repoblikan'i Madagasikara - Francês: Madagascar – Republique de Madagascar | Estado-membro da ONU | Nenhuma | Madagáscar reivindica os territórios franceses do Banco de Geyser, da Ilha de João da Nova e das Ilhas Gloriosas. |
| Malásia - Malaio: Malaysia - Malaio no alfabeto jawi: مليسيا | Estado-membro da ONU | Nenhuma | A Malásia é uma federação de treze estados e três territórios federais. A Malásia reivindica parte das Ilhas Spratly. |
| Maláui, Malaui, Malawi, Malauí, Malávi ou Malavi – República do Maláui - Inglês: Malawi – Republic of Malawi | Estado-membro da ONU | Nenhuma | |
| Maldivas – República das Maldivas - Maldívio: ދިވެހިރާއްޖޭގެ ޖުމްހޫރިއްޔާ – ދިވެހިރާއްޖެ → Dhivehi Raajje – Dhivehi Raajjeyge Jumhooriyyaa | Estado-membro da ONU | Nenhuma | |
| Mali ou Máli (apenas em português brasileiro) – República do Mali - Francês: Mali – République du Mali | Estado-membro da ONU | Nenhuma | |
| Malta – República de Malta - Maltês: Malta – Repubblika ta' Malta - Inglês: Malta – Republic of Malta | Estado-membro da ONU | Nenhuma | Membro da União Europeia. |
| Ilhas Marshall – República das Ilhas Marshall - Marshallino: Aelōn̄ in M̧ajeļ – Aolepān Aorōkin M̧ajeļ - Inglês: Marshall Islands – Republic of the Marshall Islands | Estado-membro da ONU | Nenhuma | Num Tratado de Livre Associação com os Estados Unidos. |
| Marrocos – Reino de Marrocos - Árabe: المملكة المغربية – المغرب → Al Maghrib – Al Mamlakah al Maghribīyah - Berbere: ⵍⵎⴰⵖⵔⵉⴱ –ⵜⴰⴳⵍⴷⵉⵜ ⵏ ⵍⵎⴰⵖⵔⵉⴱ → Lmaɣrib – Tagldit n Lmaɣrib | Estado-membro da ONU | Nenhuma | Marrocos reivindica soberania sobre o Saara Ocidental e controla a maioria do seu território, que é disputado pela República Árabe Saariana Democrática. Marrocos disputa a soberania espanhola sobre Ceuta, Melilha e sobre as praças de soberania. |
| Maurícia (português europeu), Maurícias (português europeu) ou Maurício (português brasileiro) – República da Maurícia/do Maurício - Criolo mauriciano (de facto): Moris – Repiblik Moris - Inglês: Mauritius – Republic of Mauritius - Francês: Île Maurice – République de Maurice | Estado-membro da ONU | Nenhuma | A Maurícia inclui uma ilha autónoma: Rodrigues. A Maurícia reivindica soberania sobre o Território Britânico do Oceano Índico e sobre a ilha francesa de Tromelin. |
| Mauritânia – República Islâmica da Mauritânia - Árabe: الجمهورية الإسلامية الموريتانية – موريتانيا → Mūrītāniyā – Al Jumhūrīyah al Islāmīyah al Mūrītānīyah - Francês: Mauritanie – République Islamique de la Mauritanie | Estado-membro da ONU | Nenhuma | |
| México – Estados Unidos Mexicanos - Castelhano: México – Estados Unidos Mexicanos | Estado-membro da ONU | Nenhuma | O México é uma federação de 31 estados e um distrito federal. |
| Mianmar, Myanmar, Mianmá, Miamar ou Birmânia – República da União de Mianmar - Birmanês: မြန်မာပြည် – ပြည်ထောင်စု သမ္မတ မြန်မာနိုင်ငံတော်‌ → Myanma – Pyidaungzu Myanma Naingngandaw | Estado-membro da ONU | Nenhuma | |
| Micronésia, Estados Federados da - Inglês: Federated States of Micronesia | Estado-membro da ONU | Nenhuma | Num Tratado de Livre Associação com os Estados Unidos. Os Estados Federados da Micronésia são uma federação de quatro estados. |
| Moçambique – República de Moçambique - Português: Moçambique – República de Moçambique | Estado-membro da ONU | Nenhuma | |
| Moldávia ou Moldova – República da Moldávia - Romeno: Moldova – Republica Moldova | Estado-membro da ONU | Nenhuma | A Moldávia inclui as regiões autónomas da Gagaúzia e da Transdniéstria. Na Transdniéstria está estabelecido um Estado de facto independente. |
| Mónaco (português europeu) ou Mônaco (português brasileiro) – Principado de Mónaco/Mônaco - Francês: Monaco – Principauté de Monaco | Estado-membro da ONU | Nenhuma | |
| Mongólia - Mongol cirílico: Монгол улс → Mongol uls - Mongol em escrita mongol: → Mongol uls | Estado-membro da ONU | Nenhuma | |
| Montenegro - Servo-croata: Црна Гора → Crna Gora | Estado-membro da ONU | Nenhuma | |
| Namíbia – República da Namíbia - Inglês: Namibia – Republic of Namibia | Estado-membro da ONU | Nenhuma | |
| Nauru – República de Nauru - Nauruano: Naoero – Ripublik Naoero | Estado-membro da ONU | Nenhuma | |
| Nepal – República Democrática Federal do Nepal - Nepalês: नेपाल – संघिय लोकतन्त्रिक गणतन्त्र नेपाल → Nepāl – Saṁghīya Loktāntrik Gaṇatantra Nepāl | Estado-membro da ONU | Nenhuma | O Nepal é uma federação composta por catorze zonas. |
| Nicarágua – República da Nicarágua - Castelhano: Nicaragua – República de Nicaragua | Estado-membro da ONU | Nenhuma | Reivindica o arquipélago de Santo André, nas águas territoriais da Colômbia. A Nicarágua inclui duas regiões autónomas, Atlântico-Sul e Atlântico-Norte. |
| Níger – República do Níger - Francês: Niger – République du Niger | Estado-membro da ONU | Nenhuma | |
| Nigéria – República Federal da Nigéria - Inglês: Nigeria – Federal Republic of Nigeria | Estado-membro da ONU | Nenhuma | A Nigéria é uma federação de 36 estados e um território federal. |
| Noruega – Reino da Noruega - Norueguês antigo: Norge – Kongeriket Norge - Norueguês novo: Noreg – Kongeriket Noreg | Estado-membro da ONU | Nenhuma | A Esvalbarda é parte integrante da Noruega, mas tem um estatuto especial devido ao Tratado da Esvalbarda. A Ilha Bouvet é um território dependente da Noruega. A Noruega reivindica a Ilha de Pedro I e a Terra da Rainha Maud como territórios dependentes, como parte do Território Antártico Norueguês. |
| Nova Zelândia - Reino da Nova Zelândia - Inglês: Realm of New Zealand - Maori: Aotearoa | Estado-membro da ONU | Nenhuma | A Nova Zelândia é um reino da Comunidade de Nações [ nota 8 ] e é responsável por (contudo, não detendo soberania sobre) dois estados livremente associados: Ilhas Cook Niue ou Niuê As Ilhas Cook e Niue são reconhecidos por alguns Estados. Estabeleceram relações diplomáticas com 31 e com seis membros das Nações Unidas, respetivamente. [ 37 ] [ 38 ] [ 39 ] As Ilhas Cook e Niue são sujeitos soberanos de acordo com a lei internacional. A ONU reconheceu a total capacidade de assinar tratados às Ilhas Cook em 1992, e a Niue em 1994. [ 40 ] As Ilhas Cook e Niue são membros de agências especializadas da ONU sem qualquer tipo de especificações ou limitações. As Ilhas Cook são membros da ONUAA , da OACI , do FIDA , da OMI , da UNESCO , da OMS e da OMM e Niue é membro da ONUAA, do FIDA, da UNESCO, da OMS e da OMM. A Nova Zelândia tem também os seguintes territórios dependentes: Dependência de Ross [ nota 11 ] Toquelau ou Tokelau O governo toquelauano reivindica soberania sobre a Ilha Swains , parte da Samoa Americana , um território dos Estados Unidos. [ 41 ] A Nova Zelândia não reconhece a reivindicação de Toquelau. [ 42 ] |
| Omã ou Omão – Sultanato de Omã - Árabe: سلطنة عُمان – عُمان → ʿUmān – Salţanat ʿUmān | Estado-membro da ONU | Nenhuma | |
| Países Baixos – Reino dos Países Baixos - Neerlandês: Nederland – Koninkrijk der Nederlanden | Estado-membro da ONU | Nenhum | Membro da União Europeia. O Reino dos Países Baixos consiste em quatro nações constituintes: - Países Baixos - Aruba - Curaçau, Curaçao ou Curação (apenas em português europeu) - São Martinho O monarca e os seus ministros formam o governo quer do reino quer da nação constituinte dos Países Baixos. Após a dissolução das Antilhas Neerlandesas em 2010, Curaçau e São Martinho tornaram-se nações constituintes que, a par de Aruba, possuem uma autonomia considerável. As outras três ilhas (Bonaire, Saba e Santo Eustáquio) tornaram-se municípios especiais dos Países Baixos. A designação "Países Baixos" pode referir-se tanto a uma das nações constituintes do reino, como à forma curta do nome do reino (como por exemplo: em organizações internacionais). O Reino dos Países Baixos, como um todo, é membro da União Europeia, mas a legislação comunitária aplica-se apenas à parte europeia. |
| Palau – República de Palau - Palauano: Belau – Beluu er a Belau - Inglês: Palau – Republic of Palau | Estado-membro da ONU | Nenhuma | Num Tratado de Livre Associação com os Estados Unidos. |
| Palestina – Estado da Palestina - Árabe: دولة فلسطين – فلسطين → Filasṭin – Dawlat Filasṭin | Estado observador da ONU                                                                                                 | Revindicada por Israel | O autodeclarado Estado da Palestina é reconhecido por 131 outros Estados. O Estado proclamado não tem fronteiras territoriais acordadas, ou controlo efetivo do território reivindicado. A Autoridade Nacional Palestina é um órgão administrativo temporário, formado como resultado dos Acordos de Oslo, e que exerce jurisdição autónoma limitada nos territórios palestinos. Nas relações externas, a Palestina é representada pela Organização para a Libertação da Palestina, que tem estatuto de Estado observador não membro na Assembleia Geral das Nações Unidas. O Estado da Palestina é também membro da UNESCO. |
| Panamá – República do Panamá - Castelhano: Panamá – República de Panamá | Estado-membro da ONU | Nenhuma | |
| Papua Nova Guiné, Papua-Nova Guiné, Papuásia Nova Guiné ou Papuásia-Nova Guiné – Estado Independente da Papua Nova Guiné - Inglês: Papua New Guinea – Independent State of Papua New Guinea - Tok Pisin: Papua Niugini – Independen Stet bilong Papua Niugini - Hiri Motu: Papuaniugini | Estado-membro da ONU | Nenhuma | A Papua Nova Guiné e um reino da Comunidade de Nações com uma região autónoma: Bougainville. |
| Paquistão – República Islâmica do Paquistão - Hindustâni em alfabeto árabe: اسلامی جمہوریہ پاکستان‎ → Pākistān – Islāmī Jamhūriya Pākistān - Inglês: Pakistan – Islamic Republic of Pakista | Estado-membro da ONU | Nenhuma | O Paquistão é uma federação de quatro províncias, um território da capital e regiões tribais. O Paquistão disputa a soberania indiana sobre Caxemira. Tem controlo sobre algumas áreas, mas não reivindica explicitamente nenhuma parte do território, considerando-o território disputado. As partes por si controladas estão divididas em duas unidades políticas, administradas separadamente do próprio Paquistão: - Caxemira Livre - Gilgit-Baltistão |
| Paraguai – República do Paraguai - Guarani: Paraguay – Tetã Paraguái - Castelhano: Paraguay – República del Paraguay | Estado-membro da ONU | Nenhuma | |
| Peru – República do Peru - Castelhano: Perú – República del Perú - Aimará: Piruw – Piruw Republika - Quíchua: Piruw – Piruw Suyu | Estado-membro da ONU | Nenhuma | |
| Polónia (português europeu) ou Polônia (português brasileiro) – República da Polónia/Polônia - Polaco: Polska – Rzeczpospolita Polska | Estado-membro da ONU | Nenhuma | Membro da União Europeia. |
| Portugal – República Portuguesa - Português: Portugal – República Portuguesa - Mirandês: Pertual – República Pertuesa | Estado-membro da ONU | Nenhuma | Membro da União Europeia. Portugal inclui duas regiões autónomas: os Açores e a Madeira. Portugal não reconhece a soberania espanhola sobre Olivença e Táliga, considerando-os parte do município de Olivença. |
| Quénia (português europeu) ou Quênia (português brasileiro) – República do Quénia/Quênia - Inglês: Kenya – Republic of Kenya - Suaíli: Kenya – Jamhuri ya Kenya | Estado-membro da ONU | Nenhuma | |
| Quirguistão ou Quirguizistão – República Quirguiz - Quirguiz: Кыргызстан – Кыргыз Республикасы → Kyrgyzstan – Kyrgyz Respublikasy - Russo: Кыргызстан – Кыргызская Республика → Kyrgyzstan – Kyrgyzskaia Respublika | Estado-membro da ONU | Nenhuma | |
| Quiribáti, Quiribati, Kiribáti ou Kiribati – República de Quiribáti - Gilbertês: Kiribati – Ribaberiki Kiribati - Inglês: Kiribati – Republic of Kiribati | Estado-membro da ONU | Nenhuma | |
| Reino Unido – Reino Unido da Grã-Bretanha e Irlanda do Norte - Inglês: United Kingdom – United Kingdom of Great Britain and Northern Ireland - Escocês: Unitit Kinrick – Unitit Kinrick o Great Breetain an Northren Ireland - Escocês gaélico: Rìoghachd Aonaichte – Rìoghachd Aonaichte na Breatainn Mòire agus Èireann a Tuath - Galês: Teyrnas Unedig – Teyrnas Unedig Prydain Fawr a Gogledd Iwerddon - Irlandês:Ríocht Aontaithe –Ríocht Aontaithe nd Breataine Móire agus Thuaisceart Éireann | Estado-membro da ONU | Nenhuma | Membro da União Europeia. O Reino Unido é um reino da Comunidade de Nações composto por quatro nações: Escócia, Inglaterra, Irlanda do Norte e País de Gales. O Reino Unido tem os seguintes territórios ultramarinos: - Acrotíri e Deceleia, Acrotíri e Decelia ou Akrotiri e Dekélia - Anguila, Anguilha ou Anguilla - Bermudas - Território Britânico do Oceano Índico (disputado pela Maurícia e pelas Seicheles) - Ilhas Virgens Britânicas - Ilhas Caimão (português europeu), Ilhas Caiman (português brasileiro) ou Ilhas Caimã (português brasileiro) - Ilhas Malvinas ou Ilhas Falkland (disputadas pela Argentina) - Gibraltar (disputado por Espanha) - Monserrate ou Montserrat - Ilhas Pitcairn - Santa Helena, Ascensão e Tristão da Cunha - Ilhas Geórgia do Sul e Sanduíche do Sul ou Ilhas Geórgia do Sul e Sandwich do Sul - Ilhas Turcas e Caicos, Ilhas Turcos e Caicos e Ilhas Turks e Caicos - Território Antártico Britânico ou Território Antárctico Britânico (apenas em português europeu pré-AO 1990) (disputado pela Argentina e pelo Chile) O monarca britânico exerce soberania direta sobre três dependências da Coroa autónomas: - Guernesei, Guérnesei, Guernsey ou Guernesey, com três dependências: - Alderney - Herm - Sark - Ilha de Man - Jérsia, Jérsei ou Jersey |
| Roménia (português europeu) ou Romênia (português brasileiro) - Romeno: România | Estado-membro da ONU | Nenhuma | Membro da União Europeia. |
| Ruanda – República do Ruanda - Quiniaruanda: Rwanda – Republika y'u Rwanda - Francês: Rwanda – République du Rwanda - Inglês: Rwanda – Republic of Rwanda - Suaíli: Rwanda – Jamhuri ya Rwanda | Estado-membro da ONU | Nenhuma | |
| Rússia – Federação da Rússia - Russo: Россия – Российская Федерация → Rossia – Rossiiskaya Federatsia | Estado-membro da ONU | Nenhuma | A Rússia é oficialmente uma federação de 21 repúblicas, 46 províncias ou oblasts, nove territórios ou krais, quatro distritos autónomos ou okrugs autónomos, duas cidades federais e um distrito autónomo ou oblast autónomo. Muitos dos sujeitos federais são repúblicas étnicas. A soberania sobre as Ilhas Curilas do Sul é disputada pelo Japão. |
| Ilhas Salomão - Inglês: Solomon Islands | Estado-membro da ONU | Nenhuma | As Ilhas Salomão são um reino da Comunidade de Nações. |
| Salvador ou El Salvador – República do Salvador - Castelhano: El Salvador – República de El Salvador | Estado-membro da ONU | Nenhuma | |
| Samoa – Estado Independente da Samoa - Samoano: Sāmoa – Malo Sa‘oloto Tuto'atasi o Sāmoa - Inglês: Samoa – Independent State of Samoa | Estado-membro da ONU | Nenhuma | |
| Santa Lúcia - Inglês: Saint Lucia | Estado-membro da ONU | Nenhuma | Santa Lúcia é um reino da Comunidade de Nações. |
| São Cristóvão e Neves, São Cristóvão e Nevis ou São Cristóvão e Névis – Federação de São Cristóvão e Neves - Inglês: Saint Kitts and Nevis – Federation of Saint Kitts and Nevis | Estado-membro da ONU | Nenhuma | São Cristóvão e Neves é um reino da Comunidade de Nações e uma federação de catorze paróquias. |
| São Marinho, San Marino ou São Marino (apenas em português europeu) – República de São Marinho - Italiano: San Marino – Repubblica di San Marino | Estado-membro da ONU | Nenhuma | |
| São Tomé e Príncipe – República Democrática de São Tomé e Príncipe - Português: São Tomé e Príncipe – República Democrática de São Tomé e Príncipe | Estado-membro da ONU | Nenhuma | São Tomé e Príncipe inclui uma província autónoma: a Ilha do Príncipe. |
| São Vicente e Granadinas - Inglês: Saint Vincent and the Grenadines | Estado-membro da ONU | Nenhuma | São Vicente e Granadinas é um reino da Comunidade de Nações. |
| Seicheles ou Seychelles – República das Seicheles - Inglês: Seychelles – Republic of Seychelles - Francês: Seychelles – République des Seychelles - Crioulo seichelense: Sesel – Repiblik Sesel | Estado-membro da ONU | Nenhuma | As Seicheles reivindicam soberania sobre o Território Britânico do Oceano Índico. |
| Senegal – República do Senegal - Francês: Sénégal – République du Sénégal | Estado-membro da ONU | Nenhuma | |
| Serra Leoa – República da Serra Leoa - Inglês: Sierra Leone – Republic of Sierra Leone | Estado-membro da ONU | Nenhuma | |
| Sérvia – República da Sérvia - Servo-croata: Србија – Република Србија → Srbija – Republika Srbija | Estado-membro da ONU | Nenhuma | A Sérvia inclui duas regiões autónomas: a Voivodina e o Cosovo e Metohija. A maior parte da segunda está de facto sob o controlo da República do Cosovo. |
| Singapura (Cingapura apenas em português brasileiro pré-AO 1990) – República de Singapura - Inglês: Singapore – Republic of Singapore - Malaio: Singapura – Republik Singapura - Mandarim: 新加坡 – 新加坡共和国 → Xinjiapo – Xinjiapo Gongheguo - Tâmil: சிங்கப்பூர் – சிங்கப்பூர் குடியரசு → Chiṅkappūr – Chiṅkappūr Kuṭiyarachu | Estado-membro da ONU | Nenhuma | |
| Síria – República Árabe Síria - Árabe: الجمهوريّة العربيّة السّوريّة – سورية → Sūrīyah – Al Jumhūrīyah al ‘Arabīyah as Sūrīyah | Estado-membro da ONU | Nenhuma | Israel ocupa os Montes Golã. |
| Somália – República Federal da Somália - Somaliano: Soomaaliya – Jamhuuriyadda Federaalka Soomaaliya - Árabe: جمهورية الصومال الفدرالية – الصومال → Aş Şūmāl – Jumhūriyyat aṣ-Ṣūmāl al-Fiderāliyya | Estado-membro da ONU | Nenhuma | A Somália está atualmente dividida, com o seu governo oficial (GFT) a controlar apenas uma parte do país. A Puntlândia e o Galmudug auto-declararam-se regiões autónomas da Somália (uma reivindicação não reconhecida pelo GFT), enquanto na Somalilândia está estabelecido um Estado de facto independente. |
| Sri Lanca, Sri Lanka, Seri Lanca ou Seri-Lanca – República Socialista Democrática do Sri Lanca - Cingalês: ශ්රී ලංකා – ශ්රී ලංකා ප්රජාතාන්ත්රික සමාජවාදී ජනරජය → Shrī Laṁkā – Shrī Laṁkā Prajātāntrika Samājavādī Janarajaya - Tâmil: இலங்கை – இலங்கை சனநாயக சோசலிசக் குடியரசு → Ilaṅkai – Ilaṅkai Jaṉanāyaka Choṣhalichak Kuṭiyarachu | Estado-membro da ONU | Nenhuma | Antigamente conhecido como Ceilão. |
| Sudão – República do Sudão - Árabe: جمهورية السودان – السودان → As Sūdān – Jumhūrīyat as Sūdān - Inglês: Sudan – Republic of the Sudan | Estado-membro da ONU | Nenhuma | O Sudão é uma federação de quinze estados. Disputa a soberania sobre o distrito de Abyei com o Sudão do Sul. |
| Sudão do Sul ou Sudão Meridional – República do Sudão do Sul - Inglês: South Sudan – Republic of South Sudan | Estado-membro da ONU | Nenhuma | Disputa o distrito de Abyei com a República do Sudão. |
| Suécia – Reino da Suécia - Sueco: Sverige – Konungariket Sverige | Estado-membro da ONU | Nenhuma | Membro da União Europeia. |
| Suíça – Confederação Suíça - Alemão: Schweiz – Schweizerische Eidgenossenschaft - Francês: Suisse – Confédération suisse - Italiano: Svizzera – Confederazione Svizzera - Romanche: Svizra – Confederaziun Svizra | Estado-membro da ONU | Nenhuma | A Suíça é uma federação de 26 cantões. |
| Suriname ou Surinão – República do Suriname - Neerlandês: Suriname – Republiek Suriname | Estado-membro da ONU | Nenhuma | |
| Tailândia – Reino da Tailândia - Tailandês: ประเทศไทย – ราชอาณาจักรไทย → Prathet Thai – Ratcha Anachak Thai | Estado-membro da ONU | Nenhuma | |
| Tajiquistão ou Tadjiquistão (apenas em português brasileiro) – República do Tajiquistão - Persa: Тоҷикистон – Ҷумҳурии Тоҷикистон → Tojikiston – Jumhurii Tojikiston | Estado-membro da ONU | Nenhuma | O Tajiquistão inclui uma região autónoma: Gorno-Badakhshan. |
| Tanzânia ou Tanzania (apenas no português dos PALOP) – República Unida da Tanzânia - Suaíli: Tanzania – Jamhuri ya Muungano wa Tanzania - Inglês: Tanzania – República Unida da Tanzânia | Estado-membro da ONU | Nenhuma | A Tanzânia inclui uma região autónoma: Zanzibar. |
| Timor-Leste – República Democrática de Timor-Leste - Português: Timor-Leste – República Democrática de Timor-Leste - Tétum: Timor Lorosa'e – Repúblika Demokrátika Timor Lorosa'e | Estado-membro da ONU | Nenhuma | |
| Togo – República Togolesa - Francês: Togo – République togolaise | Estado-membro da ONU | Nenhuma | |
| Tonga – Reino de Tonga - Tonganês: Tonga – Pule'anga Tonga - Inglês: Tonga – Kingdom of Tonga | Estado-membro da ONU | Nenhuma | |
| Trindade e Tobago ou Trinidad e Tobago (apenas em português brasileiro) – República de Trindade e Tobago - Inglês: Trinidad and Tobago – Republic of Trinidad and Tobago | Estado-membro da ONU | Nenhuma | Trindade e Tobago inclui uma região autónoma: Tobago. |
| Tunísia – República Tunisina (português europeu) / Tunisiana (português brasileiro) - Árabe: الجمهورية التونسية – تونس → Tūnis – Al Jumhūrīyah at Tūnisīyah | Estado-membro da ONU | Nenhuma | |
| Turcomenistão, Turquemenistão, Turcomanistão ou Turquimenistão (apenas em português brasileiro) - Turcomeno: Türkmenistan | Estado-membro da ONU | Nenhuma | |
| Turquia – República da Turquia - Turco: Türkiye – Türkiye Cumhuriyeti | Estado-membro da ONU | Nenhuma | |
| Tuvalu - Tuvaluano e inglês: Tuvalu | Estado-membro da ONU | Nenhuma | Tuvalu é um reino da Comunidade de Nações. |
| Ucrânia - Ucraniano: Україна → Ukrajina | Estado-membro da ONU | Nenhuma | A Ucrânia inclui uma região autónoma: a Crimeia. |
| Uganda – República do Uganda - Inglês: Uganda – Republic of Uganda - Suaíli: Uganda – Jamhuri ya Uganda | Estado-membro da ONU | Nenhuma | |
| Uruguai – República Oriental do Uruguai - Castelhano (de facto): Uruguay – República Oriental del Uruguay - Português: Uruguai – República Oriental do Uruguai | Estado-membro da ONU | Nenhuma | |
| Usbequistão ou Uzbequistão – República do Usbequistão - Usbeque: Ўзбекистон – Ўзбекистон Республикаси → O'zbekiston – O‘zbekiston Respublikasi | Estado-membro da ONU | Nenhuma | O Usbequistão inclui uma região autónoma: o Caracalpaquistão. |
| Vanuatu – República de Vanuatu - Bislamá: Vanuatu – Ripablik blong Vanuatu - Inglês: Vanuatu – Republic of Vanuatu - Francês: Vanuatu – République du Vanuatu | Estado-membro da ONU | Nenhuma | |
| Cidade do Vaticano– Estado da Cidade do Vaticano - Italiano: Città del Vaticano – Stato della Città del Vaticano | Estado observador da ONU                                                                                                 | Nenhuma | Administrado pela Santa Sé, uma entidade soberana com ligações diplomáticas com 179 Estados. A Santa Sé é um observador permanente na ONU na categoria de "Estado não membro" e membro da AIEA, da UIT, da UPU e da OMPI. A Cidade do Vaticano é governada por oficiais nomeados pelo Papa, que é o Bispo da Arquidiocese de Roma e soberano da Cidade do Vaticano ex officio. A Santa Sé administra também várias propriedades extraterritoriais em Itália. |
| Venezuela – República Bolivariana da Venezuela - Castelhano: Venezuela – República Bolivariana de Venezuela | Estado-membro da ONU | Nenhuma | A Venezuela é uma federação de 23 estados, um distrito da capital e dependências federais. |
| Vietname (português europeu) ou Vietnã (português brasileiro) – República Socialista do Vietname/Vietnã - Vietnamita: Việt Nam – Cộng Hòa Xã Hội Chủ Nghĩa Việt Nam | Estado-membro da ONU | Nenhuma | O Vietname reivindica soberania sobre as Ilhas Paracel e sobre as Ilhas Spratly. |
| Zâmbia – República da Zâmbia - Inglês: Zambia – Republic of Zambia - Bemba: Zambia – Ichalo Ca Zambia - Nianja: Zambia – Dziko La Zambia | Estado-membro da ONU | Nenhuma | |
| Zimbábue, Zimbabué, Zimbabue, Zimbabwe ou Zimbaué – República do Zimbábue - Inglês: Zimbabwe – Republic of Zimbabwe - Ndebele do norte: Zimbabwe – iRiphabliki ye Zimbabwe - Xona: Nyika yeZimbabwe - Nianja: Dziko la Zimbabwe - Coissã: Zimbabwe Nù - Xindau: Nyika yeZimbabwe - Tsonga: Tiko ra Zimbabwe - Sesoto: Naha ya Zimbabwe - Tonga: Cisi ca Zimbabwe - Venda: Shango la Zimbabwe - Xossa: Ilizwe lase-Zimbabwe | Estado-membro da ONU | Nenhuma | |
| ↑ Estados-membros e observadores da ONU ↑ | A ZZZ | ZZZ | |
| ZZZ | AB | B | |
| ↓ Outros Estados ↓ | D AAA | ZZZ | |
| Abecásia, Abcásia, Abecázia ou Abcázia – República da Abecásia - Abecásio: Аҧсны – Аҧсны Аҳәынҭқарра → Apsny – Apsny Akheyntkarra - Russo: Aбхазия – Республика Абхазия → Abkhazia – Respublika Abkhazia | Estado não membro da ONU                                                                                                 | Reivindicada pela Geórgia | Reconhecida pela Rússia, pelo Nauru, pela Nicarágua, pelo Tuvalu, pela Venezuela, pela Ossétia do Sul e pela Transdniéstria. Reivindicada como um todo pela Geórgia como sendo a República Autónoma da Abecásia. |
| Artsaque, Artsach ou Artsakh – República de Artsaque - Arménio: Լեռնային Ղարաբաղ – Լեռնային Ղարաբաղի Հանրապետություն → Leṙnalin Ġarabaġ – Leṙnayin Ġarabaġi Hanrapetut‘yun | Estado não membro da ONU                                                                                                 | Reivindicado pelo Azerbaijão | Estado de facto independente, reconhecido apenas pela Abecásia, pela Ossétia do Sul e pela Transdniéstria. Reivindicado no seu todo pelo Azerbaijão. |
| Chipre do Norte – República Turca de Chipre do Norte - Turco: Kuzey Kıbrıs – Kuzey Kıbrıs Türk Cumhuriyeti | Estado não membro da ONU                                                                                                 | Reivindicado por Chipre | Reconhecido pela Turquia. Participa, como Estado observador, na Organização da Conferência Islâmica e na Organização de Cooperação Económica com o nome "Estado Cipriota Turco", desde 1979. A República Autónoma do Naquichevão reconhece a RTCN como soberana, mas o Azerbaijão (país onde se localiza o Naquichevão) não segue o mesmo critério. Chipre do Norte é reivindicado como um todo pela República de Chipre. |
| Ilhas Cook - Inglês: Cook Islands - Maori das Ilhas Cook: Kūki 'Āirani | Membro de uma ou mais agências especializadas da ONU                                                                     | Nenhuma | Estado em associação livre com a Nova Zelândia, as Ilhas Cook têm relações diplomáticas com 33 outros Estados. As Ilhas Cook são membros de múltiplas agências da ONU com inteira capacidade para assinar tratados. Partilha o seu chefe de Estado com a Nova Zelândia bem como usa um conceito de cidadania partilhada com a mesma. |
| Cosovo, Cóssovo, Cossovo, Kosovo ou Kossovo – República do Cosovo - Albanês: Kosova – Republika e Kosovës - Servo-croata: Косово / Kosovo – Република Косово / Republika Kosovo | Membro de uma ou mais agênciais especializadas da ONU                                                                    | Reivindicado pela Sérvia | O Cosovo declarou unilateralmente independência em 2008 e desde então foi já reconhecido por 85 Estados-membros da ONU e pela República da China. No seguimento da Resolução 1244 do Conselho de Segurança das Nações Unidas, o Cosovo está formalmente sob administração da Missão de Administração Interina das Nações Unidas no Cosovo. A Sérvia continua a manter a sua reivindicação sobre o Cosovo. Outros Estados-membros da ONU e outros Estados continuam a reconhecer a soberania sérvia ou não tomaram qualquer posição. O Cosovo é membro do FMI e do Banco Mundial. A República do Cosovo controla de facto a grande maioria do seu território, com algumas limitações no norte. |
| Niue ou Niuê - Inglês: Niue - Niueano: Niuē | Membro de uma ou mais agênciais especializadas da ONU                                                                    | Nenhuma | Estado em associação livre com a Nova Zelândia, Niue tem relações diplomáticas com oito outros Estados. Niue é membro de múltiplas agências da ONU com inteira capacidade para assinar tratados. Partilha o seu chefe de Estado com a Nova Zelândia bem como usa um conceito de cidadania partilhada com a mesma. |
| Ossétia do Sul – República da Ossétia do Sul — Estado da Alânia - Osseta: Хуссар Ирыстон – Республикӕ Хуссар Ирыстон / Паддзахад Аллонстон → Khussar Iryston – Respublikæ Khussar Iryston / Paddzaxad Allonston - Russo: Южная Осетия – Республика Южная Осетия / Государство Алания → Iujnaia Osetia – Respublika Yujnaia Osetia / Gosudarstvo Alania | Estado não membro da ONU                                                                                                 | Reivindicada pela Geórgia | Estado de facto independente, reconhecido pela Rússia, pela Nicarágua, pelo Nauru, pela Venezuela, pela Abecásia e pela Transdniéstria. Reivindicada como um todo pela Geórgia como sendo a Entidade Administrativa Provisória da Ossétia do Sul. |
| República Árabe Saariana Democrática, República Árabe Sariana Democrática ou República Árabe Saaráui Democrática - Árabe: الجمهورية العربية الصحراوية الديمقراطية → Al-Jumhūrīya al-`Arabīya as-Sahrāwīya ad-Dīmuqrātīya - Castelhano: República Árabe Saharaui Democrática | Estado não membro da ONU                                                                                                 | Reivindicada por Marrocos | Reconhecida por 84 outros Estados, 34 dos quais retiraram ou congelaram o seu reconhecimento. É um membro fundador da União Africana. Os territórios sob o seu controlo, a chamada Zona Livre, são reivindicados no seu todo por Marrocos como parte das suas Províncias Meridionais. Por outro lado, a República Árabe Saariana Democrática reivindica a parte do Saara Ocidental a oeste do Muro do Saara controlada por Marrocos. O seu governo tem sede em Tifaríti, na parte por si controlada do Saara Ocidental. |
| Somalilândia – República da Somalilândia - Somaliano: Soomaaliland – Jamhuuriyadda Soomaaliland - Árabe: جمهورية أرض الصومال – أرض الصومال → Arḍ aṣ-Ṣūmāl – Jumhūrīyat Arḍ aṣ-Ṣūmāl | Estado não membro da ONU                                                                                                 | Reivindicada pela Somália | Estado de facto independente, não reconhecido por qualquer outro Estado, e reivindicado no seu todo pela República Federal da Somália. |
| Taiwan, Taiuane, Taiuã ou Formosa – República da China - Mandarim: 中華民國 → Zhōnghuá Mínguó | Antigo Estado-membro da ONU (1945–1971); Participante em algumas organizações relacionadas com a ONU como "Taipé Chinês" | Reivindicado pela República Popular da China | Estado que compete por reconhecimento com a República Popular da China como sendo o governo da China desde 1949. A República da China controla a ilha de Taiwan e algumas ilhas associadas, Quemói, Ilhas Matsu, Ilhas Pratas e partes das Ilhas Spratly, e não renunciou a reivindicações sobre os territórios por si anexados na China continental. A República da China é reconhecida por 23 outros Estados, incluindo a Santa Sé. O território da República da China é reivindicado como um todo pela República Popular da China. A República da China participa na Organização Mundial da Saúde e em várias organizações internacionais fora do contexto da ONU, como a Organização Mundial do Comércio, o Comité Olímpico Internacional ou outras organizações, sob uma variedade de pseudónimos, sendo o mais comum "Taipé Chinês". A República da China foi um dos fundadores da ONU, sendo seu membro entre 1945 e 1971, com poder de veto no Conselho de Segurança. |
| Transdniéstria, Transnístria, Transdnístria ou Transdniestre – República Moldava Cisdniestriana - Russo: Приднестровье – Приднестровская Молдавская Республика → Pridnestrovie – Pridnestrovskaia Moldavskaia Respublika - Ucraniano: Придністров'я – Придністровська Молдавська Республіка → Pridnistrovia – Pridnistrovska Moldavska Respublika - Romeno: Транснистрия – Република Молдовеняскэ Нистрянэ → Transnistria – Republica Moldovenească Nistreană | Estado não membro da ONU                                                                                                 | Reivindicado pela Moldávia | Estado de facto independente, reconhecido apenas pela Abecásia e pela Ossétia do Sul. Reivindicada no seu todo pela Moldávia como a Unidade Territorial da Transdniéstria. |
| ↑ Outros Estados ↑ | D ZZZ | ZZZ | |
| ZZZZ | ZZZZ | ZZZZ | |